# عمار رشيد
عمار رشيد (16 مايو 1986 في المملكة المتحدة - ) (بالإنجليزية: Amar Rashid)‏ هو لاعب كريكت بريطاني. لعب مع Unicorns (cricket team) ‏.

## وصلات خارجية
- عمار رشيد على موقع إي آس بي آن كريك إنفو (الإنجليزية)